# Velika nagrada Nemčije
Velika nagrada Nemčije (nemško Großer Preis von Deutschland) je nekdanja dirka za svetovno prvenstvo Formule 1, ki je zadnjič potekala v sezoni 2019.
Ker je bila Nemčija izključena iz mednarodnih dogodkov po 2. svetovni vojni, je bila prva Velika nagrada Nemčije, ki je štela za prvenstvo Formule 1, v sezoni 1951. 
Dirka je bila v veliki večini sezon prirejena na dirkališčih Nürburgring, predvsem v zgodnjih desetletjih, ali Hockenheimring, predvsem v zadnjih desetletjih. Med sezonama 2008 in 2014 se je izmenjevala med obema dirkališčema. Leta 2015 je dirkališče Nürburgring razveljavilo pogodbo za organizacijo dirke, zaradi česar je v sezonah 2015 in 2017 ni bilo, vendar je do leta 2019 še trikrat potekala na dirkališču Hockenheimring. Trenutno je zadnja dirka Formule 1, ki je bila prirejena v Nemčiji, Velika nagrada Eifla 2020, ki jo je gostilo dirkališče Nürburgring.

## Zmagovalci
Roza ozadje označuje dirke, ki niso štele za prvenstvo Formule 1, rumeno pa so bile del Evropskega avtomobilističnega prvenstva

### Večkratni zmagovalci
| Št. zmag | Dirkač             | Zmage                              |
| -------- | ------------------ | ---------------------------------- |
| 6        | Rudolf Caracciola  | 1926, 1928, 1931, 1932, 1937, 1939 |
| 4        | Michael Schumacher | 1995, 2002, 2004, 2006             |
| 4        | Lewis Hamilton     | 2008, 2011, 2016, 2018             |
| 3        | Alberto Ascari     | 1950, 1951, 1952                   |
| 3        | Juan Manuel Fangio | 1954, 1956, 1957                   |
| 3        | Jackie Stewart     | 1968, 1971, 1973                   |
| 3        | Nelson Piquet      | 1981, 1986, 1987                   |
| 3        | Ayrton Senna       | 1988, 1989, 1990                   |
| 3        | Fernando Alonso    | 2005, 2010, 2012                   |
| 2        | Tony Brooks        | 1958, 1959                         |
| 2        | John Surtees       | 1963, 1964                         |
| 2        | Jacky Ickx         | 1969, 1972                         |
| 2        | Nigel Mansell      | 1991, 1992                         |
| 2        | Alain Prost        | 1984, 1993                         |
| 2        | Gerhard Berger     | 1994, 1997                         |

### Po letih
| Leto | Dirkač                             | Moštvo                | Dirkališče              | Poročilo   |
| ---- | ---------------------------------- | --------------------- | ----------------------- | ---------- |
| 2019 | Max Verstappen                     | Red Bull Racing-Honda | Hockenheimring          | Poročilo   |
| 2018 | Lewis Hamilton                     | McLaren-Mercedes      | Hockenheimring          | Poročilo   |
| 2016 | Lewis Hamilton                     | McLaren-Mercedes      | Hockenheimring          | Poročilo   |
| 2014 | Nico Rosberg                       | Mercedes              | Hockenheimring          | Poročilo   |
| 2013 | Sebastian Vettel                   | Red Bull-Renault      | Nürburgring             | Poročilo   |
| 2012 | Fernando Alonso                    | Ferrari               | Hockenheimring          | Poročilo   |
| 2011 | Lewis Hamilton                     | McLaren-Mercedes      | Nürburgring             | Poročilo   |
| 2010 | Fernando Alonso                    | Ferrari               | Hockenheimring          | Poročilo   |
| 2009 | Mark Webber                        | Red Bull-Renault      | Nürburgring             | Poročilo   |
| 2008 | Lewis Hamilton                     | McLaren-Mercedes      | Hockenheimring          | Poročilo   |
| 2006 | Michael Schumacher                 | Ferrari               | Hockenheimring          | Poročilo   |
| 2005 | Fernando Alonso                    | Renault               | Hockenheimring          | Poročilo   |
| 2004 | Michael Schumacher                 | Ferrari               | Hockenheimring          | Poročilo   |
| 2003 | Juan Pablo Montoya                 | Williams-BMW          | Hockenheimring          | Poročilo   |
| 2002 | Michael Schumacher                 | Ferrari               | Hockenheimring          | Poročilo   |
| 2001 | Ralf Schumacher                    | Williams-BMW          | Hockenheimring          | Poročilo   |
| 2000 | Rubens Barrichello                 | Ferrari               | Hockenheimring          | Poročilo   |
| 1999 | Eddie Irvine                       | Ferrari               | Hockenheimring          | Poročilo   |
| 1998 | Mika Häkkinen                      | McLaren-Mercedes      | Hockenheimring          | Poročilo   |
| 1997 | Gerhard Berger                     | Benetton-Renault      | Hockenheimring          | Poročilo   |
| 1996 | Damon Hill                         | Williams-Renault      | Hockenheimring          | Poročilo   |
| 1995 | Michael Schumacher                 | Benetton-Renault      | Hockenheimring          | Poročilo   |
| 1994 | Gerhard Berger                     | Ferrari               | Hockenheimring          | Poročilo   |
| 1993 | Alain Prost                        | Williams-Renault      | Hockenheimring          | Poročilo   |
| 1992 | Nigel Mansell                      | Williams-Renault      | Hockenheimring          | Poročilo   |
| 1991 | Nigel Mansell                      | Williams-Renault      | Hockenheimring          | Poročilo   |
| 1990 | Ayrton Senna                       | McLaren-Honda         | Hockenheimring          | Poročilo   |
| 1989 | Ayrton Senna                       | McLaren-Honda         | Hockenheimring          | Poročilo   |
| 1988 | Ayrton Senna                       | McLaren-Honda         | Hockenheimring          | Poročilo   |
| 1987 | Nelson Piquet                      | Williams-Honda        | Hockenheimring          | Poročilo   |
| 1986 | Nelson Piquet                      | Williams-Honda        | Hockenheimring          | Poročilo   |
| 1985 | Michele Alboreto                   | Ferrari               | Nürburgring             | Poročilo   |
| 1984 | Alain Prost                        | McLaren-TAG           | Hockenheimring          | Poročilo   |
| 1983 | René Arnoux                        | Ferrari               | Hockenheimring          | Poročilo   |
| 1982 | Patrick Tambay                     | Ferrari               | Hockenheimring          | Poročilo   |
| 1981 | Nelson Piquet                      | Brabham-Ford          | Hockenheimring          | Poročilo   |
| 1980 | Jacques Laffite                    | Ligier-Ford           | Hockenheimring          | Poročilo   |
| 1979 | Alan Jones                         | Williams-Ford         | Hockenheimring          | Poročilo   |
| 1978 | Mario Andretti                     | Lotus-Ford            | Hockenheimring          | Poročilo   |
| 1977 | Niki Lauda                         | Ferrari               | Hockenheimring          | Poročilo   |
| 1976 | James Hunt                         | McLaren-Ford          | Nürburgring             | Poročilo   |
| 1975 | Carlos Reutemann                   | Brabham-Ford          | Nürburgring             | Poročilo   |
| 1974 | Clay Regazzoni                     | Ferrari               | Nürburgring             | Poročilo   |
| 1973 | Jackie Stewart                     | Tyrrell-Ford          | Nürburgring             | Poročilo   |
| 1972 | Jacky Ickx                         | Ferrari               | Nürburgring             | Poročilo   |
| 1971 | Jackie Stewart                     | Tyrrell-Ford          | Nürburgring             | Poročilo   |
| 1970 | Jochen Rindt                       | Lotus-Ford            | Hockenheimring          | Poročilo   |
| 1969 | Jacky Ickx                         | Brabham-Ford          | Nürburgring             | Poročilo   |
| 1968 | Jackie Stewart                     | Matra-Ford            | Nürburgring             | Poročilo   |
| 1967 | Denny Hulme                        | Brabham-Repco         | Nürburgring             | Poročilo   |
| 1966 | Jack Brabham                       | Brabham-Repco         | Nürburgring             | Poročilo   |
| 1965 | Jim Clark                          | Lotus-Climax          | Nürburgring             | Poročilo   |
| 1964 | John Surtees                       | Ferrari               | Nürburgring             | Poročilo   |
| 1963 | John Surtees                       | Ferrari               | Nürburgring             | Poročilo   |
| 1962 | Graham Hill                        | BRM                   | Nürburgring             | Poročilo   |
| 1961 | Stirling Moss                      | Lotus-Climax          | Nürburgring             | Poročilo   |
| 1960 | Joakim Bonnier                     | Porsche 718           | Nürburgring Südschleife | Formula 2  |
| 1959 | Tony Brooks                        | Ferrari               | AVUS                    | Poročilo   |
| 1958 | Tony Brooks                        | Vanwall               | Nürburgring             | Poročilo   |
| 1957 | Juan Manuel Fangio                 | Maserati              | Nürburgring             | Poročilo   |
| 1956 | Juan Manuel Fangio                 | Lancia-Ferrari        | Nürburgring             | Poročilo   |
| 1954 | Juan Manuel Fangio                 | Mercedes              | Nürburgring             | Poročilo   |
| 1953 | Giuseppe Farina                    | Ferrari               | Nürburgring             | Poročilo   |
| 1952 | Alberto Ascari                     | Ferrari               | Nürburgring             | Poročilo   |
| 1951 | Alberto Ascari                     | Ferrari               | Nürburgring             | Poročilo   |
| 1950 | Alberto Ascari                     | Ferrari               | Nürburgring             | Poročilo   |
| 1940 | Odpovedano                         | Odpovedano            | (Deutschlandring)       |            |
| 1939 | Rudolf Caracciola                  | Mercedes-Benz         | Nürburgring             | Poročilo   |
| 1938 | Richard Seaman                     | Mercedes-Benz         | Nürburgring             | Poročilo   |
| 1937 | Rudolf Caracciola                  | Mercedes-Benz         | Nürburgring             | Poročilo   |
| 1936 | Bernd Rosemeyer                    | Auto Union            | Nürburgring             | Poročilo   |
| 1935 | Tazio Nuvolari                     | Alfa Romeo            | Nürburgring             | Poročilo   |
| 1934 | Hans Stuck                         | Auto Union            | Nürburgring             | Poročilo   |
| 1933 | Odpovedano                         | Odpovedano            | Odpovedano              | Odpovedano |
| 1932 | Rudolf Caracciola                  | Alfa Romeo            | Nürburgring             | Poročilo   |
| 1931 | Rudolf Caracciola                  | Mercedes-Benz         | Nürburgring             | Poročilo   |
| 1930 | Odpovedano                         | Odpovedano            | Odpovedano              | Odpovedano |
| 1929 | Louis Chiron                       | Bugatti               | Nürburgring             | Poročilo   |
| 1928 | Rudolf Caracciola Christian Werner | Mercedes-Benz         | Nürburgring             | Poročilo   |
| 1927 | Otto Merz                          | Mercedes-Benz         | Nürburgring             | Poročilo   |
| 1926 | Rudolf Caracciola                  | Mercedes-Benz         | AVUS                    | Poročilo   |